# 海军马口抗日阵亡将士纪念碑
海军马口抗日阵亡将士纪念碑是一处位于中国广东省肇庆市鼎湖区沙浦镇桃溪平头山咀的纪念碑，2005年8月16日公布为第三批肇庆市文物保护单位。